# Pulchérie Feupo
Henritte Pulchérie Feupo Mefenza (Bertoua, 25 de agosto de 1978) es una escritora y trabajadora social camerunesa.

## Biografía
Henritte Pulcherie Feupo Mefenza nació en la ciudad de Bertoua, en la Región del Este, en Camerún. Es escritora, socióloga y se dedica a la integración social y profesional dentro del grupo Henritte Coaching. En su juventud, cursó estudios secundarios y obtuvo un bachillerato científico. Continuó su formación en educación superior en la Universidad de Dschang, donde se graduó con una licenciatura en sociología y comunicación.
Emigró de Camerún hacia Suiza, donde se formó como trabajadora social en la Alta Escuela de Estudios Sociales y Pedagógicos de Lausana. En Suiza, trabaja en el ámbito de la reflexión social y pedagógica, enfocándose particularmente en la integración, el desarrollo de los países del sur, las confusiones, los conflictos y los referentes actuales.
Publicó su primer libro, titulado El alma herida de Anouck: nuestras identidades truncadas, en 2018. Posteriormente, escribió Manon o el reverso del decorado en 2020, La escuchaba contarse y habitaba su universo en 2021, y la colección de libros infantiles ¡Cuéntanos, abuela!.

## Novelas
- Je l'écoutais se raconter et j'habitais son univers, 2021
- Manon ou l'envers du décor, 2020
- L'âme meurtrie d'Anouck: nos identités tronquées, 2018